# Melleran
Melleran é uma comuna francesa na região administrativa da Nova Aquitânia, no departamento de Deux-Sèvres. Estende-se por uma área de 19,9 km². Em 2010 a comuna tinha 510 habitantes (densidade: 25,6 hab./km²).